# Quinchamali
Quinchamali ist eine Ortschaft im Departamento Potosí im südamerikanischen Andenstaat Bolivien. 

## Lage im Nahraum
Quinchamali liegt in der Provinz Nor Chichas und ist der zweitgrößte Ort im Cantón Laytapi im Municipio Cotagaita. Die Ortschaft liegt auf einer Höhe von 3116 m am Bachlauf der Quebrada Laitapi, der über den Río Lamila zum Río Cotagaita führt, welcher über den Río Pilcomayo, den Río Paraguay und den Río de la Plata zum Atlantischen Ozean hin entwässert.

## Geographie
Quinchamali liegt zwischen den Höhenzügen der Cordillera de Chichas und der Cordillera Central, die sich aus der kargen Hochebene des bolivianischen Altiplano erheben. Das Klima ist wegen der Binnenlage kühl und trocken und durch ein typisches Tageszeitenklima gekennzeichnet, bei dem die Temperaturschwankungen zwischen Tag und Nacht in der Regel deutlich größer sind als die jahreszeitlichen Schwankungen.
Die Jahresdurchschnittstemperatur liegt bei 15 °C (siehe Klimadiagramm Cotagaita) und schwankt nur unwesentlich zwischen 11 °C im Juni/Juli und 18 °C im Dezember und Januar. Der Jahresniederschlag beträgt nur etwa 300 mm, mit einer stark ausgeprägten Trockenzeit von April bis Oktober mit Monatsniederschlägen unter 10 mm, und einer Feuchtezeit von Dezember bis Februar mit 70 bis 80 mm Monatsniederschlag.

## Verkehrsnetz
Quinchamali liegt in einer Entfernung von 269 Straßenkilometern südlich von Potosí, der Hauptstadt des Departamentos.
Die asphaltierte Nationalstraße Ruta 1 führt vom Titicacasee im Norden zur argentinischen Grenze im Süden und durchquert dabei die Großstädte El Alto, Oruro und Potosí. Von Potosí aus führt sie über 37 Kilometer in südlicher Richtung bis Cuchu Ingenio, wo die Ruta 14 in südlicher Richtung abzweigt und über Vitichi, Tumusla und Cotagaita führt. Von Cotagaita verläuft die Ruta 14 in südlicher Richtung nach Cazón, erreicht nach sechzehn Kilometern Quinchamali  und verläuft weiter über die Ortschaft Ramadas nach Villazón an der argentinischen Grenze.

## Bevölkerung
Die Einwohnerzahl der Ortschaft ist in dem Jahrzehnt zwischen den beiden letzten Volkszählungen um ein Zehntel angestiegen:
| Jahr | Einwohner         | Quelle       |
| ---- | ----------------- | ------------ |
| 1992 | keine Detaildaten | Volkszählung |
| 2001 | 111               | Volkszählung |
| 2012 | 124               | Volkszählung |
| 2024 |                   | Volkszählung |

Die Bevölkerung der Region gehört vor allem dem indigenen Volk der Quechua an, und so sprechen 96,1 Prozent der Einwohner im Municipio Cotagaita Quechua.